# The Belle of Broadway
Pour plus de détails, voir Fiche technique et Distribution.
The Belle of Broadway est un film muet américain réalisé par Harry O. Hoyt, sorti en 1926.

## Synopsis
Adèle était autrefois la vedette de Paris avec ses performances dans le rôle de DuBarry. Mais les années ont passé; désormais plus âgée, elle ne trouve plus de travail. Une jeune voisine nommée Marie veille à ses besoins, et Adèle, remarquant soudain sa ressemblance avec elle-même plus jeune, la persuade de se faire passer pour elle, expliquant que la chirurgie plastique l'a rajeunie à nouveau. La ruse fonctionne, et entraînée par Adèle, Marie joue dans une reprise de "DuBarry" et le public est à nouveau enchanté. Malheureusement, ce nouveau succès crée une série de problèmes qui les affecteront toutes les deux, ainsi que le jeune homme qui la courtise.

## Fiche technique
- Réalisation : Harry O. Hoyt
- Scénario : Alexander Perry (adaptation), d'après une histoire de J. Grubb Alexander et Jean Perry, d'après la comédie musicale de 1913 Adele de Paul Herve
- Producteur : Harry Cohn
- Photographie : J.O. Taylor
- Genre : Romance[1], Film dramatique[2]
- Distributeur : Columbia Pictures
- Durée : 62 minutes (6 bobines)[3]
- Date de sortie :
  - États-Unis : 15 août 1926

## Distribution
- Betty Compson : Marie Duval
- Herbert Rawlinson : Paul Merlin
- Edith Yorke : Madame Adele
- Armand Kaliz : Conte Raoul de Parma
- Ervin Renard : Fabio Merlin
- Max Barwyn : M. Laroux
- Albert Roccardi : associé de Laroux
- Tom Ricketts : Maurice Penelli
- Wilfrid North : Major Anstruthers
- Edward Warren : An Old Beau
- Edward Kipling : An Old Beau
- August Tollaire : Bearded Old Beau

## Crédit d'auteurs
- (en) Cet article est partiellement ou en totalité issu de l’article de Wikipédia en anglais intitulé « The Belle of Broadway » (voir la liste des auteurs).